# رؤوف الأيوبي
رؤوف الأيوبي (1883-1957)، إداري رفيع في الدولة العثمانية، كان قائم مقام في عدة مُدن فلسطينية ثم متصرفاً على مدينة حماة خلال الحرب العالمية الأولى، ووزيراً للداخلية في سورية خلال الثورة السورية الكبرى.

## البداية
ولد رؤوف الأيوبي في دمشق ودرس في المعهد الملكي في اسطنبول، حيث تخرج حاملاً شهادة في «الإدارة الحكومية» سنة 1900. عَمل مدرّساً في مدرسة بيروت السلطانية ثم انتقل إلى العمل الإداري وأصبح قائم مقام على بلدة طبريا في فلسطين ثم على الناصرة ويافا وبعدها جنين، وعند اندلاع الحرب العالمية الأولى عام 1914 عُين متصرفاً على مدينة حماة.

## الانضمام إلى الثورة العربية الكبرى
انشق رؤوف الأيوبي عن الدولة العثمانية بعد إعدام جمال باشا عدداً من قادة المجتمع السوري في ساحتي الشهداء في كل من بيروت ودمشق يوم 6 أيار 1916. هرب من حماة إلى الصحراء العربية وانضمّ إلى قوات الشريف حسين بن علي، قائد الثورة العربية الكبرى ضد الدولة العثمانية. وعند هزيمة الجيش العثماني وانسحابه من دمشق في نهاية شهر أيلول 1918، عاد بمعية الأمير فيصل بن الحسين وقوات الحلفاء إلى مسقط رأسه، وعُين مفتشاً في دوائر الحكومة السورية ثمّ حاكماً على لواء الكرك، الذي ضم معظم مناطق شرق الأردن.

## وزيراً للداخلية عام 1926
بعد انهيار العهد الفيصلي في صيف عام 1920 وفرض الانتداب الفرنسي على سورية، اندلعت الثورات المُسلحة في طول البلاد وعرضها، من الساحل حتى الشمال، وفي عام 1925 انطلقت الثورة السورية الكبرى من جبل الدروز، بقيادة سلطان باشا الأطرش. في محاولة لإرضاء أكبر شريحة ممكنة من القوى السّياسية، شُكلت حكومة وحدة وطنية برئاسة الداماد أحمد نامي (صهر السلطان عبد الحميد الثاني) تعاقب على وزارة الداخلية فيها كُل من حسني البرازي، الذي تمّ اعتقاله بتهمة التخابر من الثوار في الغوطة، وواثق مؤيد العظم، سفير الدولة العثمانية الأسبق في مدريد. وعند فشله في إخماد نيران الثورة تم استبداله برؤوف الأيوبي يوم 2 كانون الأول 1926.
فاوض الأيوبي زعماء الثورة، عارضاً عليهم العفو العام مقابل إلقاء السلاح والدخول في عملية سياسية تؤدي إلى سنّ دستور جديد للبلاد وانضمام سورية إلى عصبة الأمم، مع تحويل الانتداب إلى معاهدة بين سورية وفرنسا، يتنهي مفعولها بعد ثلاثة عقود.
وعند رفضهم لكل العروض، أكمل الأيوبي في الحل الأمني وأصدر عدداً من قرارات الإعدام، بطلب من السلطة الفرنسية الحاكمة، شَمَلت سلطان باشا الأطرش وعبد الرحمن الشهبندر وغيرهم من قادة الثورة. وفي عهده تم القضاء على الثورة السورية التي تراجعت وانحسرت وماتت تدريجياً مع نهاية عام 1927. قدمت حكومة أحمد نامي استقالتها يوم 8 شباط 1928، وكُلّف الشيخ تاج الدين الحسني برئاسة الحكومة الجديدة، التي ذهبت حقيبة الداخلية فيها للقاضي سعيد محاسن بدلاً من رؤوف الأيوبي.

## نشاطه في المحفل الماسوني
انتسب رؤوف الأيوبي في حياته إلى محفل سورية الماسوني التابع للشرق الأعظم الفرنسي وكان مقره في حي ساروجا خارج أسوار مدينة دمشق القديمة. ضمّ هذا المحفل بين صفوفه الأمامية عدداً من الشخصيات السياسية السورية مثل حقي العظم، رئيس الحكومة في مطلع الثلاثينيات، وسعيد الغزي، رئيس الحكومة في منتصف الخمسينيات.